# Tesetaxel
Tesetaxel là một taxane dùng đường uống đang được điều tra như một tác nhân hóa trị liệu cho các loại ung thư khác nhau, bao gồm ung thư vú, ung thư dạ dày, ung thư đại trực tràng, và các khối u rắn khác. Nó khác với các thành viên khác của nhóm taxane (ví dụ paclitaxel hoặc docetaxel) ở chỗ nó được dùng bằng đường uống, không tiêm tĩnh mạch.
Vào tháng 3 năm 2021, công ty dược phẩm Odonate Theurapeutic đã ra thông bào ngừng sự phát triển của tesetaxel do kết quả của những cuộc thử nghiệm khó có thể ủng hộ sự phê duyệt của FDA.